# Nick Manning
Nick Manning est un acteur et réalisateur de films pornographiques américain, né à Chicago (Illinois, États-Unis) le 28 mai 1967.

## Biographie
Nick Manning débute dans la pornographie en 2000, dans le film Daytime Drama. Depuis, il est apparu dans plus de 700 films pour adultes. En 2003, il reçoit l'AVN Award du Meilleur nouveau venu (Best Male Newcomer), décerné pour la première fois.
Il a réalisé plusieurs films pornographiques, comme Beauty Within (2003), et plusieurs volumes de la série The Fans Have Spoken.
Il est, avec l'actrice Skye Blue, propriétaire du studio Platinum Blue Productions.

## Récompenses
- 2003 : AVN Award Meilleur nouveau venu (Best Male Newcomer)

## Filmographie succincte
Films érotiques
- 2006 : Ghost in a Teeny Bikini : Bardo
- 2011 : Bikini Time Machine (téléfilm) : Hippy

Films pornographiques
- Dripping Wet
- Uniform Behavior
- maneater
- Doc MaCock
- Island Fever (2005)
- Scorpio Rising (2005)
- Sick Girls Need Sick Boys (2005)
- Dream (2005)
- Lust in Leather (2005)
- Next Door Sex Neighbor (2005)
- Bellisima (2005)
- Bum Plumbers (2005)
- Chronicles of a Pervert (2006)
- Bum Plumbers 2 (2008)
- 2010 : BATFXXX: Dark Night Parody